# کارل فرانتس بالی
کارل فرانتس بالی (انگلیسی: Carl Franz Bally; ۲۴ اکتبر ۱۸۲۱ – ۵ اوت ۱۸۹۹) کارآفرین و سیاستمدار اهل سوئیس بود، که در سال ۱۸۵۱ شرکت بالی شو را تأسیس کرد.